# إنتر ميلان موسم 2004–05
كان موسم 2004–05 هو الموسم السادس والتسعين على التوالي لنادي إنتر ميلان في الدوري الإيطالي والموسم التاسع والثمانين على التوالي لنادي إنتر ميلان في الدوري الإيطالي.